# クリス・メレダンドリ
クリス・メレダンドリ（英: Chris Meledandri、1959年5月15日 - ）は、アメリカ合衆国の映画プロデューサーであり、イルミネーションの創設者兼CEOである。代表作に『怪盗グルーシリーズ』がある。

## 人物
1959年5月15日にアメリカ合衆国ニューヨーク州ニューヨーク市に生まれる。映画芸術科学アカデミーの会員である。ダートマス大学に通い、コネチカット州レイクビルにあるホッチキススクールの評議員を務めている。1990年と1998年生まれの2人の息子がいる。2人の息子の母親でもあるレスリー・ベンジーガーと1989年からの交際の後、2002年に結婚し、2016年に離婚した。

## 経歴

### 1998年 - 2006年: 20世紀アニメーションとブルースカイ・スタジオ
1998年、メレダンドリは20世紀アニメーションを率いて駆け出しのCGアニメーション製作会社であるブルースカイ・スタジオを買収し、長編アニメーションのプロデューサーとして成功を収めた。現在は20世紀アニメーションが所有するCGIスタジオであるブルースカイ・スタジオのクリエイティブと事業運営を監督した。スタジオ在籍中は、『アイス・エイジ』（2002年）、『ロボッツ』（2005年）、『アイス・エイジ2』（2006年）、『ホートン/ふしぎな世界のダレダーレ』（2008年）などの監督や製作総指揮を務めた。また、『どんぐりとスクラット』（2002年）と『熱血どんぐりハンター!』（2006年）という2つの短編アニメーション作品を製作し、いずれもアカデミー短編アニメ賞にノミネートされた。

### 2007年 -: イルミネーション
メレダンドリは2007年初頭に20世紀アニメーションの社長を退任し、ユニバーサル・スタジオとの共同出資による全視聴者向け映画製作会社「イルミネーション」を設立した。2010年にはイルミネーションが第1作目の『怪盗グルーの月泥棒』を、2011年には『イースターラビットのキャンディ工場』を公開した。その後、『怪盗グルーの月泥棒』の成功により、『怪盗グルーのミニオン危機一発』（2013年）、『怪盗グルーのミニオン大脱走』（2017年）の公開が続いた。イルミネーションは、メレダンドリとドクター・スースとのコラボレーションを成功させた『The Lorax』の映画版『ロラックスおじさんの秘密の種』（2012年）を公開した。また、『怪盗グルーシリーズ』のスピンオフ作品『ミニオンズ』（2015年）も製作している。
2018年1月、任天堂は決算説明会の中で、イルミネーションがマリオのアニメ映画を製作すると発表し、メレダンドリがスーパーマリオの生みの親である宮本茂と共同制作することを発表した。

### 2016年 -: ドリームワークス・アニメーション
2016年4月28日、NBCユニバーサルは競合スタジオであるドリームワークス・アニメーションを38億ドルで買収する意向を発表した。合併完了後、メレダンドリがイルミネーションとドリームワークスの両方を監督することが発表された。しかしその後、メレダンドリがドリームワークスの監督を辞退し、代わりにスタジオのコンサルタントになることが発表された。2018年11月6日、メレダンドリがユニバーサルとドリームワークスの『シュレックシリーズ』のリブートに協力することが発表された。しかしメレダンドリは、観客がおそらくシリーズの中で最も記憶に残る部分だったと指摘したため、オリジナルの声優を保持するつもりであることを示した。
2021年6月29日、同日行われた日本の大手ゲーム会社である任天堂の定時株主総会での議決により、同社の社外取締役に就任した。アメリカ人が同社の社外取締役に就任するのはメレダンドリが初めてとなる。イルミネーションは任天堂の人気キャラクターであるマリオを題材とした映画製作を2022年公開予定で進めており、同社社長の古川俊太郎はメレダンドリを選任した理由について、「企業経営者として、またエンターテインメント分野において、豊富な経験と知識をお持ちですので、その見地から当社の経営に対して有益な助言をいただくとともに、客観的な立場から適切に当社の経営を監督いただけることを期待しています」とのコメントを出している。

## 作品
| 年   | 題名                                                               | 備考         |
| ---- | ------------------------------------------------------------------ | ------------ |
| 1989 | ブラザーズ・イン・アームズ Brothers in Arms                        | 製作         |
| 1990 | ポチュニティー・ノックス Opportunity Knocks                        | 製作         |
| 1993 | Fly By Night                                                       | 製作総指揮   |
| 1993 | スウィング・キッズ Swing Kids                                      | 製作総指揮   |
| 1993 | クール・ランニング Cool Running                                    | 製作総指揮   |
| 1993 | 天使にラブ・ソングを2 Sister Act 2: Back in the Habit              | 副製作総指揮 |
| 1994 | Trial by Jury                                                      | 製作         |
| 2002 | アイス・エイジ Ice Age                                             | 製作総指揮   |
| 2002 | どんぐりとスクラット Gone Nutty                                    | 製作総指揮   |
| 2005 | ロボッツ Robots                                                    | 製作総指揮   |
| 2006 | アイス・エイジ2 Ice Age: The Meltdown                              | 製作総指揮   |
| 2006 | 熱血どんぐりハンター! No Time for Nuts                             | 製作総指揮   |
| 2008 | ホートン/ふしぎな世界のダレダーレ Horton Hears a Who!              | 製作総指揮   |
| 2010 | 怪盗グルーの月泥棒 Despicable Me                                   | 製作         |
| 2011 | イースターラビットのキャンディ工場 Hop                             | 製作         |
| 2012 | ロラックスおじさんの秘密の種 Dr. Seuss' The Lorax                  | 製作         |
| 2013 | 怪盗グルーのミニオン危機一発 Despicable Me 2                       | 製作         |
| 2015 | ミニオンズ Minions                                                 | 製作         |
| 2016 | ペット Pets                                                        | 製作         |
| 2016 | SING/シング Sing                                                   | 製作         |
| 2017 | 怪盗グルーのミニオン大脱走 Despicable Me 3                         | 製作         |
| 2018 | グリンチ The Grinch                                                | 製作         |
| 2019 | ペット2 The Secret Life of Pets 2                                  | 製作         |
| 2021 | SING/シング: ネクストステージ Sing 2                               | 製作         |
| 2022 | ミニオンズ フィーバー Minions: The Rise of Gru                     | 製作         |
| 2022 | 長ぐつをはいたネコと9つの命 Puss in Boots: The Last Wish           | 製作総指揮   |
| 2023 | ザ・スーパーマリオブラザーズ・ムービー The Super Mario Bros. Movie | 製作         |
| 2024 | FLY!/フライ! Migration                                             | 製作         |
| 2024 | 怪盗グルーのミニオン超変身 Despicable Me 4                         | 製作         |
| 2026 | Untitled The Super Mario Bros. Movie Sequel                        | 製作         |
| 2026 | Shrek 5                                                            | 製作         |